# Harpalodiodes
Harpalodiodes xanthorhaphus es una  especie de coleóptero adéfago de la familia Carabidae y el único miembro del género monotípico Harpalodiodes.